# Tuutari
Tuutari (ryska: Duderhof) är en ort och församling i Ingermanland.
Tuutari grundades 1640 och är en av Ingermanlands äldsta församlingar. Brandkåren uppfördes i orten 1896. 1928 hade orten 6 100 invånare och under fortsättningskriget 1943 förflyttades de finländska invånarna till Finland.

## Kända personer från Tuutari
- Mooses Putro (1848–1919), körledare